# Saint-Benoît (Alpes de Alta Provenza)
 Saint-Benoît  es una población y comuna francesa, en la región de Provenza-Alpes-Costa Azul, departamento de Alpes de Alta Provenza, en el distrito de Castellane y cantón de Annot.

## Demografía
| 97 | 71 | 54 | 66 | 85 | 112 |
| Para los censos de 1962 a 1999 la población legal corresponde a la población sin duplicidades (Fuente: INSEE [Consultar]) |    |    |    |    |     |